# Missão Álamo
O Álamo é uma missão espanhola [en] histórica e um complexo de fortaleza fundado no século XVIII por missionários católicos no que hoje é San Antonio, Texas, Estados Unidos. O local foi palco da Batalha do Álamo em 1836, um evento significativo da Revolução do Texas, no qual figuras como James Bowie e Davy Crockett perderam a vida. Atualmente, o Álamo funciona como museu no Distrito Histórico Alamo Plaza [en] e faz parte do Patrimônio Mundial das Missões de San Antonio [en].
Originalmente chamada de Misión San Antonio de Valero, foi uma das primeiras missões espanholas no Texas, construída com o objetivo de converter povos indígenas ao cristianismo. A missão foi secularizada em 1793 e posteriormente abandonada. Dez anos depois, passou a ser utilizada como fortaleza pela Segunda Companhia Aérea da unidade militar de San Carlos de Parras [en], que possivelmente deu à missão o nome de Álamo (“árvores de algodão”). Durante a Revolução do Texas, o general mexicano Martín Perfecto de Cos entregou o forte ao exército texano em dezembro de 1835, após o cerco de Béxar. Um grupo relativamente pequeno de soldados texian ocupou o complexo por vários meses, até serem derrotados na Batalha do Álamo, em 6 de março de 1836. Meses depois, ao se retirar do Texas, o exército mexicano demoliu parte das muralhas do Álamo e incendiou alguns de seus edifícios.
Nos cinco anos seguintes, o Álamo foi utilizado periodicamente por tropas texanas e mexicanas, mas acabou sendo abandonado. Em 1849, alguns anos após a anexação do Texas aos Estados Unidos, o Exército norte-americano passou a alugar as instalações para uso como depósito de intendência, até que a missão foi novamente desocupada em 1876, após a construção do Fort Sam Houston [en] nas proximidades. A capela do Álamo foi vendida ao estado do Texas, que permitiu visitas ocasionais, mas não realizou esforços para sua restauração. Os edifícios remanescentes foram adquiridos por uma empresa mercantil, que os utilizou como armazém atacadista.
As Filhas da República do Texas [en] (Daughters of the Republic of Texas - DRT) foram fundadas em 1891 e iniciaram esforços para preservar o Álamo. Adina Emilia de Zavala [en] e Clara Driscoll [en] conseguiram convencer a legislatura estadual, em 1905, a adquirir os edifícios restantes e nomear a DRT como guardiã permanente do local. No século seguinte, houve tentativas periódicas de transferir a administração do Álamo para a DRT. Em 2015, o comissário de terras do Texas, George P. Bush [en], oficializou a transferência da gestão do Álamo para o Texas General Land Office [en]. No mesmo ano, em 5 de julho, o Álamo e as quatro missões do Parque Histórico Nacional das Missões de San Antonio foram reconhecidos como Patrimônio Mundial pela UNESCO.

## História

### Como uma missão
Em 1716, o governo espanhol estabeleceu várias missões católicas no Texas Oriental. O isolamento dessas missões — sendo que o assentamento espanhol mais próximo, San Juan Bautista, em Coahuila, ficava a mais de 640 km de distância — dificultava o abastecimento adequado. Para auxiliar os missionários, o então governador do Texas espanhol, Martín de Alarcón, buscava estabelecer um ponto de apoio entre os assentamentos ao longo do Rio Grande e as novas missões no leste do Texas.
Em abril de 1718, Alarcón liderou uma expedição para fundar uma nova comunidade na região. O grupo construiu uma estrutura temporária de barro, mato e palha próximo às nascentes do Rio San Antonio. Esse edifício serviria como uma nova missão, San Antonio de Valero, nomeada em homenagem a Santo Antônio de Pádua e ao vice-rei da Nova Espanha, o Marquês de Valero. Em 1º de maio, Alarcón, no papel de "General das Províncias do Reino das Novas Filipinas [en]", formalizou a entrega da missão ao padre Antonio de San Buenaventura y Olivares [en], conforme registrado em um documento de fundação que ainda é preservado. A missão foi estabelecida próxima a uma comunidade de Coahuiltecans [en] e, inicialmente, abrigou entre três e cinco indígenas convertidos da Missão San Francisco Solano [en], localizada perto de San Juan Bautista. A cerca de dois quilômetros ao norte da missão, Alarcón construiu um forte, o Presidio San Antonio de Béxar [en]. Próximo a esse local, ele fundou a primeira comunidade civil do Texas, San Antonio de Béxar, que mais tarde deu origem à atual cidade de San Antonio, Texas.
No ano seguinte, a missão foi transferida para a margem oeste do rio, em um local menos propenso a inundações. Nos anos seguintes, uma série de missões foi estabelecida na região. Em 1724, após um furacão atingir a Costa do Golfo e destruir parte das estruturas da Misión San Antonio de Valero, a missão foi realocada para seu local atual. Na época, esse novo local situava-se do outro lado do rio San Antonio, dentro da cidade de San Antonio de Béxar, ao norte de um conjunto de cabanas conhecido como La Villita.
Nas décadas seguintes, o complexo missionário expandiu-se para uma área de aproximadamente 1,2 hectares. O primeiro edifício permanente foi, provavelmente, a residência de pedra em formato de "L" e com dois andares, destinada aos padres. Essa construção também formava parte dos limites oeste e sul de um pátio interno. Além disso, foram erguidos alojamentos de adobe para os indígenas da missão e uma oficina têxtil. Em 1744, a missão já abrigava mais de 300 indígenas convertidos e era amplamente autossuficiente, contando com cerca de 2.000 cabeças de gado e 1.300 ovelhas para obtenção de alimentos e tecidos. Suas terras agrícolas produziam anualmente até 2.000 alqueires de milho e 100 alqueires de feijão, além do cultivo de algodão.
As primeiras pedras para a construção de uma igreja mais permanente foram colocadas em 1744. No entanto, a estrutura, incluindo sua torre e sacristia, desabou no final da década de 1750. A reconstrução teve início em 1758, com a nova capela sendo erguida na extremidade sul do pátio interno. Construída com blocos de calcário de 1,2 metro de espessura, a capela foi projetada para ter três andares, uma cúpula e torres sineiras em ambos os lados. Seu formato seguia o tradicional estilo em cruz, com uma nave longa e transeptos curtos. Contudo, apenas os dois primeiros andares foram concluídos, e as torres sineiras e o terceiro andar nunca chegaram a ser iniciados. Quatro arcos de pedra foram erguidos para sustentar a cúpula planejada, mas esta jamais foi construída. Devido à sua estrutura inacabada, é improvável que a igreja tenha sido utilizada para serviços religiosos.
A capela foi concebida para ser altamente ornamentada. Nichos esculpidos em ambos os lados da porta abrigavam estátuas. No nível inferior, havia representações de São Francisco e São Domingos, enquanto no segundo nível estavam estátuas de Santa Clara e Santa Margarida de Cortona. Entalhes decorativos também foram adicionados ao redor da porta da capela.

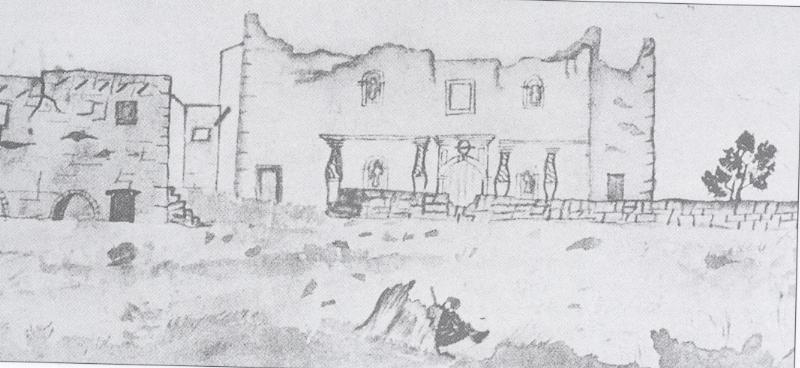
Este é um dos primeiros desenhos que retratam a Misión San Antonio de Valero. Ele foi criado em 1838 por Mary Maverick e mostra estátuas dentro dos nichos

Até 30 edifícios de adobe ou barro foram construídos para servir como oficinas, depósitos e moradias para os indígenas que viviam na missão. Como o presídio vizinho frequentemente sofria com a falta de pessoal, a missão foi projetada para resistir a ataques de apaches e comanches. Em 1745, um grupo de 100 indígenas da missão conseguiu repelir um bando de 300 apaches que cercava o presídio, protegendo assim não apenas o forte, mas também a missão e possivelmente a cidade.
Em 1758, foram erguidas muralhas ao redor das habitações indígenas, provavelmente como resposta ao massacre ocorrido na Missão Santa Cruz de San Sabá. O convento e a igreja, no entanto, não estavam completamente protegidos pelas muralhas, que tinham 2,4 metros de altura. Essas fortificações, com espessura de 60 centímetros, delimitavam uma área de aproximadamente 150 metros de comprimento (norte-sul) por 49 metros de largura (leste-oeste). Para reforçar a segurança, uma torre equipada com três canhões foi adicionada perto do portão principal em 1762. Em 1793, mais um canhão, de pequeno porte, foi instalado em uma das muralhas próximas ao convento.
A população indígena da missão variou ao longo dos anos, atingindo um máximo de 328 pessoas em 1756 e um mínimo de 44 em 1777. O então comandante-geral das províncias do interior, Teodoro de Croix, considerava as missões um fator de risco e começou a tomar medidas para reduzir sua influência. Em 1778, ele decretou que todo o gado sem marca passaria a pertencer ao governo. Além disso, tribos apaches invasoras haviam roubado a maior parte dos cavalos da missão, dificultando a coleta e a marcação do gado. Como consequência, quando a decisão entrou em vigor, a missão perdeu grande parte de sua riqueza e não conseguiu manter uma população maior de convertidos. Em 1793, restavam apenas 12 indígenas. Naquele momento, poucas tribos caçadoras-coletoras do Texas ainda não haviam sido cristianizadas. No mesmo ano, a Misión San Antonio de Valero foi secularizada.

Pouco tempo depois, a missão foi abandonada. A maioria dos habitantes locais não demonstrava interesse pelos edifícios, mas visitantes costumavam se impressionar com sua estrutura. Em 1828, o naturalista francês Jean Louis Berlandier visitou a região e descreveu o complexo do Álamo:
Uma enorme muralha e alguns quartéis são encontrados lá, bem como as ruínas de uma igreja que poderia ser considerada um dos monumentos mais bonitos da região, mesmo que sua arquitetura esteja sobrecarregada de ornamentação, como todos os edifícios eclesiásticos das colônias espanholas.

### Militar
No século XIX, o complexo da missão passou a ser conhecido como "o Álamo". O nome pode ter se originado de um bosque de árvores de algodão nas proximidades, chamadas álamo em espanhol. Outra possibilidade é que, em 1803, o local tenha recebido esse nome após ser ocupado pela Segunda Companhia Voadora de San Carlos de Parras, originária de Álamo de Parras, em Coahuila. Os moradores da região geralmente se referiam a essa unidade militar simplesmente como "Companhia Álamo".
Durante a Guerra da Independência Mexicana, partes do complexo foram frequentemente utilizadas como prisão política. Entre 1806 e 1812, o local também serviu como o primeiro hospital de San Antonio. Registros espanhóis indicam que algumas reformas foram realizadas para essa finalidade, mas não fornecem detalhes específicos.
Em 1821, após a independência do México, os edifícios passaram do controle espanhol para o mexicano. O exército continuou a ocupar o complexo até dezembro de 1835, quando o general Martín Perfecto de Cos se rendeu às forças texanas após um cerco de dois meses a San Antonio de Béxar, durante a Revolução do Texas. Durante o período em que comandou as tropas na região, Cos ordenou diversas melhorias no Álamo.
Provavelmente, foram seus homens que demoliram os quatro arcos de pedra que sustentariam a cúpula da capela, reutilizando os destroços para construir uma rampa na abside do edifício. Nessa estrutura elevada, os soldados mexicanos posicionaram três canhões, permitindo-lhes disparar sobre as paredes do prédio, que estava sem teto. Além disso, para fechar um espaço entre a igreja, o quartel (antigo convento) e a muralha sul, os soldados construíram uma paliçada. Ao se retirar, Cos deixou para trás 19 canhões, incluindo um de 16 libras.

#### Batalha do Álamo
“Você pode ver claramente que o Álamo nunca foi construído por um povo militar para ser uma fortaleza.”

Carta, datada de 18 de janeiro de 1836, do engenheiro Green B. Jameson para Sam Houston, comandante das forças texanas.
Com a retirada de Cos, não havia mais uma guarnição organizada de tropas mexicanas no Texas, e muitos texanos acreditavam que a guerra havia terminado. O coronel James C. Neill assumiu o comando dos aproximadamente 100 soldados que permaneceram no local. Neill solicitou o envio de mais 200 homens para reforçar a defesa do Álamo e expressou preocupação de que sua guarnição pudesse ser expulsa após um cerco de apenas quatro dias. No entanto, o governo texano enfrentava uma crise e não tinha recursos para fornecer assistência significativa. Diante dessa situação, Neill e o engenheiro Green B. Jameson começaram a trabalhar para fortalecer as defesas do Álamo. Jameson posicionou os canhões deixados por Cos ao longo das muralhas.
Atendendo aos alertas de Neill, o general Sam Houston ordenou que o coronel James Bowie levasse de 35 a 50 homens até Béxar para auxiliar Neill na remoção da artilharia e na destruição da fortaleza. No entanto, não havia bois suficientes para transportar os canhões para um local seguro, e a maioria dos soldados acreditava que o complexo tinha importância estratégica para a defesa dos assentamentos a leste. Em 26 de janeiro, os soldados texanos aprovaram uma resolução favorável à manutenção do Álamo. Em 11 de fevereiro, Neill saiu de licença para buscar reforços e suprimentos para a guarnição. Durante sua ausência, William Travis e James Bowie concordaram em compartilhar o comando do Álamo.

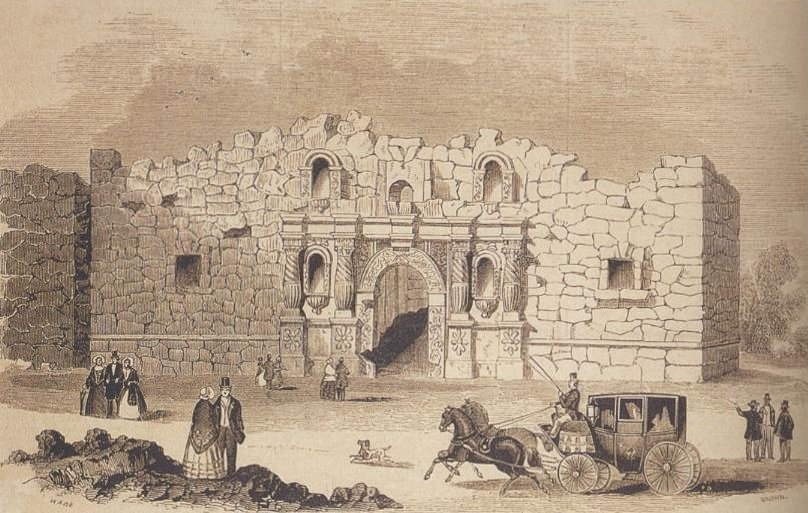
Desenho de 1854 - A capela do Álamo teria se parecido com esta na década de 1830

Em 23 de fevereiro, o exército mexicano, sob o comando do presidente-general Antonio López de Santa Anna, chegou a San Antonio de Béxar com o objetivo de retomar a cidade. Nos treze dias seguintes, as tropas mexicanas sitiaram o Álamo [en], enquanto os defensores continuavam trabalhando para fortalecer suas posições no interior do forte. Após uma tentativa das forças mexicanas de bloquear a vala de irrigação que abastecia o Álamo, Jameson supervisionou a escavação de um poço na extremidade sul da praça. Embora os homens tenham conseguido atingir a água, o processo enfraqueceu um parapeito de terra e madeira próximo ao quartel, fazendo-o desmoronar e impedindo que os soldados pudessem disparar com segurança por cima dessa estrutura.

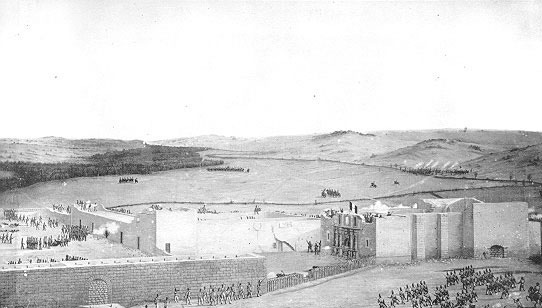
A Queda do Álamo, pintada por Theodore Gentilz em 1844, retrata o ataque final

O cerco terminou em uma intensa batalha no dia 6 de março. Quando o exército mexicano ultrapassou as muralhas, a maioria dos texanos recuou para os longos barracões (convento) e para a capela. Durante o cerco, os defensores haviam escavado buracos em muitas das paredes desses cômodos para poderem disparar contra os invasores. Cada sala tinha apenas uma porta que levava ao pátio e que havia sido reforçada com parapeitos semicirculares de terra, fixados com couros de boi. Em algumas dessas salas, trincheiras foram escavadas no chão para oferecer maior proteção aos defensores. Os soldados mexicanos utilizaram os canhões abandonados pelos texanos para destruir as portas dos cômodos, permitindo que entrassem e derrotassem os últimos defensores.
Os últimos texanos a morrer foram os onze homens que operavam os dois canhões de 12 libras (5,4 kg) na capela. A entrada da igreja havia sido barricada com sacos de areia, sobre os quais os texanos ainda conseguiam disparar. No entanto, um disparo de um canhão de 18 libras (8,2 kg) destruiu as barricadas, permitindo que os soldados mexicanos invadissem o edifício após uma rajada inicial de mosquetes. Sem tempo para recarregar, os texanos, incluindo Dickinson,  Gregorio Esparza [en] e Bonham, pegaram seus rifles e atiraram antes de serem mortos a golpes de baioneta.
O texano Robert Evans, responsável pelo arsenal, tinha a missão de impedir que a pólvora caísse nas mãos dos mexicanos. Ferido, ele tentou rastejar até o paiol de pólvora, mas foi atingido por uma bala de mosquete pouco antes de conseguir acender o pavio. Caso tivesse conseguido, a explosão teria destruído a igreja.
Santa Anna ordenou que os corpos dos texanos fossem empilhados e queimados. Praticamente todos os defensores texanos [en] morreram na batalha, embora alguns historiadores acreditem que pelo menos um, Henry Warnell, tenha conseguido escapar. Warnell morreu meses depois, devido a ferimentos sofridos durante a batalha final ou durante a fuga.
A maioria dos historiadores estima que entre 400 e 600 soldados mexicanos tenham sido mortos ou feridos, o que representaria cerca de um terço das tropas envolvidas no ataque final. O historiador Terry Todish descreveu esse número como "uma taxa de baixas tremenda por qualquer padrão".

#### Uso militar posterior
Após a Batalha do Álamo, mil soldados mexicanos, sob o comando do general Juan Andrade, permaneceram na missão. Nos dois meses seguintes, eles realizaram reparos e reforçaram o complexo, embora não existam registros detalhados das melhorias feitas na estrutura. Após a derrota do exército mexicano na Batalha de San Jacinto e a captura de Santa Anna, o México concordou em retirar suas tropas do Texas, encerrando efetivamente a Revolução do Texas. Quando Andrade e sua guarnição deixaram a região, em 24 de maio, os soldados inutilizaram os canhões, derrubaram parte das muralhas do Álamo e incendiaram grande parte do complexo. Algumas construções, no entanto, resistiram aos danos. A capela permaneceu em ruínas, mas a maior parte do Quartel Longo continuou de pé, assim como o edifício que abrigava o portão da muralha sul e diversas salas, que permaneceram praticamente intactos.
Os texanos utilizaram o Álamo como fortaleza por um curto período em dezembro de 1836 e novamente em janeiro de 1839. O exército mexicano retomou o controle do local em março de 1841 e, mais uma vez, em  setembro de 1842, quando ocupou temporariamente San Antonio de Béxar. Segundo os historiadores Roberts e Olson, "ambos os grupos esculpiram nomes nas paredes do Álamo, retiraram balas de mosquete dos porões e derrubaram esculturas de pedra". Fragmentos dos escombros passaram a ser vendidos a turistas e, em 1840, o conselho municipal de San Antonio aprovou uma resolução permitindo que os cidadãos retirassem pedras do Álamo ao custo de cinco dólares por carroça. No final da década de 1840, até mesmo as quatro estátuas localizadas na fachada da capela haviam sido removidas.

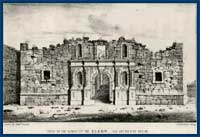
Desenho da missão Alamo, publicado em 1846

Em 13 de janeiro de 1841, a legislatura da República do Texas aprovou uma lei que devolvia o santuário do Álamo à Igreja Católica. Em 1845, quando o Texas foi anexado aos Estados Unidos, o complexo abandonado estava tomado por uma colônia de morcegos, e grande parte de suas muralhas estava coberta por ervas daninhas e grama.

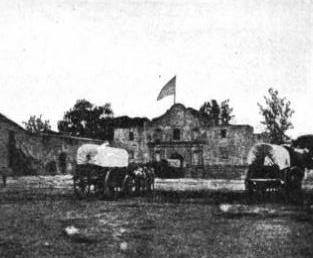
Alamo Plaza na década de 1860

Com a iminência da Guerra Mexicano-Americana, em 1846, o Exército dos Estados Unidos enviou 2.000 soldados a San Antonio sob o comando do general de brigada John Wool [en]. No final daquele ano, parte do complexo do Álamo foi apropriada pelo Departamento de Intendência. Em um período de dezoito meses, o prédio do convento foi restaurado para servir como escritórios e depósitos. No entanto, a capela permaneceu vazia, uma vez que sua propriedade era disputada entre o exército, a Igreja Católica e a cidade de San Antonio. Em 1855, a Suprema Corte do Texas [en] decidiu que a Igreja Católica era a legítima proprietária da capela. Enquanto o litígio estava em andamento, o exército alugou o edifício da igreja por 150 dólares por mês.
Sob a supervisão do exército, o Álamo passou por grandes reparos. Soldados limparam a área e reconstruíram o antigo convento e as muralhas da missão, reutilizando, em grande parte, as pedras originais que estavam espalhadas pelo local. Durante as reformas, um novo telhado de madeira foi instalado na capela, e a fachada campanulada (em forma de sino) foi acrescentada à sua parede frontal. Relatórios da época indicam que, ao limpar os escombros do piso da capela, os soldados encontraram vários esqueletos. O telhado recém-construído foi destruído em um incêndio em 1861. O exército também adicionou novas janelas na capela, incluindo duas no nível superior da fachada e outras nos demais lados do edifício. Com essas modificações, o complexo passou a abrigar um depósito de suprimentos, escritórios, instalações de armazenamento, uma ferraria e estábulos.
Durante a Guerra Civil Americana, o Texas se uniu à Confederação e o complexo do Álamo foi tomado pelo Exército Confederado. Em fevereiro de 1861, a Milícia Texana, sob ordens da Convenção de Secessão do Texas e liderada por Ben McCullough e Sam Maverick, confrontou o general David E. Twiggs, comandante das forças dos Estados Unidos no Texas, que estava sediado no Álamo. Twiggs decidiu se render, entregando todos os suprimentos aos texanos. Após a derrota da Confederação, o Exército dos Estados Unidos reassumiu o controle do Álamo. Pouco depois do fim da guerra, a Igreja Católica solicitou que o exército desocupasse o complexo para que ele pudesse ser utilizado como local de culto para os católicos alemães da região. No entanto, o exército recusou o pedido, e a igreja não fez novas tentativas de reivindicar o local.

### Mercantil

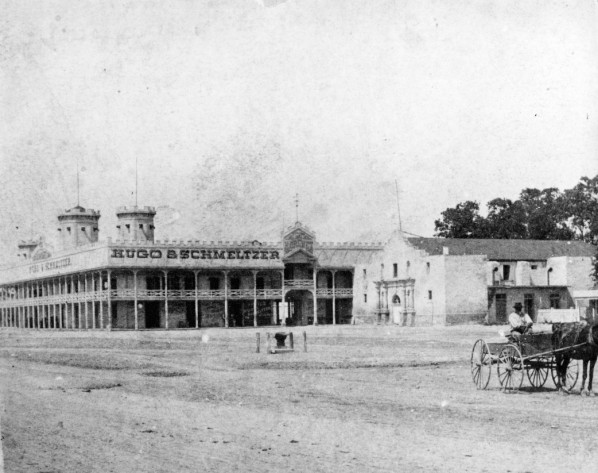
A empresa mercantil Hugo & Schmeltzer operou uma loja no local na década de 1880

O Álamo foi abandonado em 1876, quando o Forte Sam Houston foi estabelecido em San Antonio. Na época, a Igreja vendeu o convento para Honore Grenet, que acrescentou ao complexo um novo edifício de madeira de dois andares. Grenet utilizou o convento e a nova construção para seu negócio de atacado de mercearia. Após a morte de Grenet, em 1882, sua empresa foi adquirida pela firma mercantil Hugo & Schmeltzer, que manteve a operação da loja.
O primeiro serviço ferroviário de San Antonio foi inaugurado em 1877, impulsionando o crescimento do setor turístico da cidade. A promoção do Álamo tornou-se um elemento central desse movimento, com fotografias e ilustrações que destacavam apenas a capela, sem mostrar a cidade ao redor. No entanto, muitos visitantes ficaram desapontados com o que encontraram. Em 1877, o turista Harrier P. Spofford descreveu sua impressão do local:

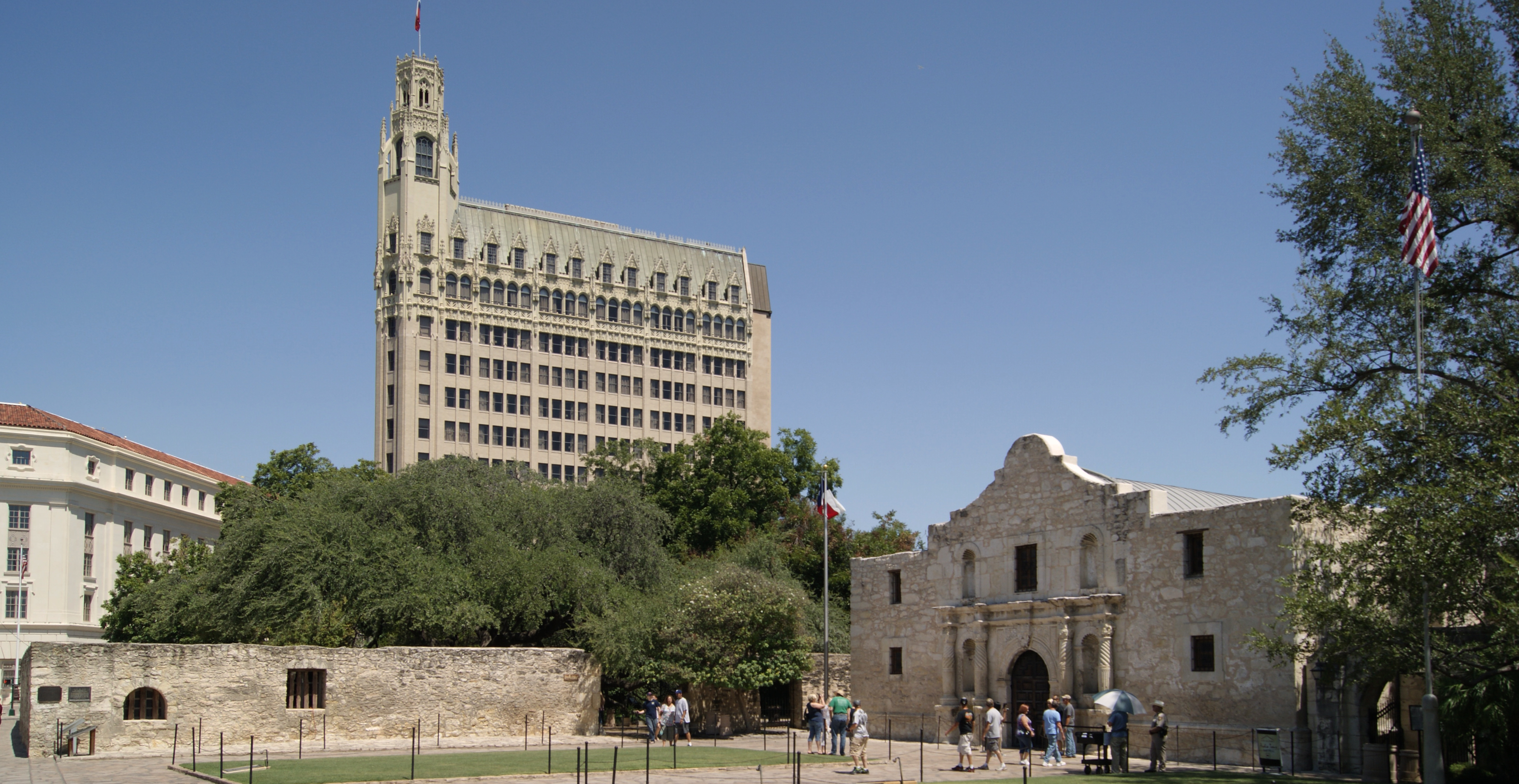
Vista de 2011 do Álamo e da área ao redor

É uma vergonha para toda San Antonio. Sua muralha foi derrubada e removida, seus dormitórios estão ocupados por lojas militares, sua fachada marcada pela batalha foi reformada e repintada, e carrinhos de mercado transitam pelo local onde as chamas subiram (...) sobre a pira funerária de heróis.

### Transferência de propriedade
Em 1883, a Igreja Católica vendeu a capela do Álamo para o Estado do Texas por 20.000 dólares. O estado contratou Tom Rife para administrar o edifício. Embora ele oferecesse visitas guiadas, não fez esforços para restaurar a capela, o que gerou descontentamento. Nas décadas anteriores, soldados e membros da loja maçônica local, que utilizavam o prédio para reuniões, haviam deixado vários grafites nas paredes e estátuas. Em maio de 1887, um católico devoto, indignado com a presença de emblemas maçônicos esculpidos em uma estátua de Santa Teresa, invadiu o edifício e destruiu as estátuas com uma marreta, sendo posteriormente preso.

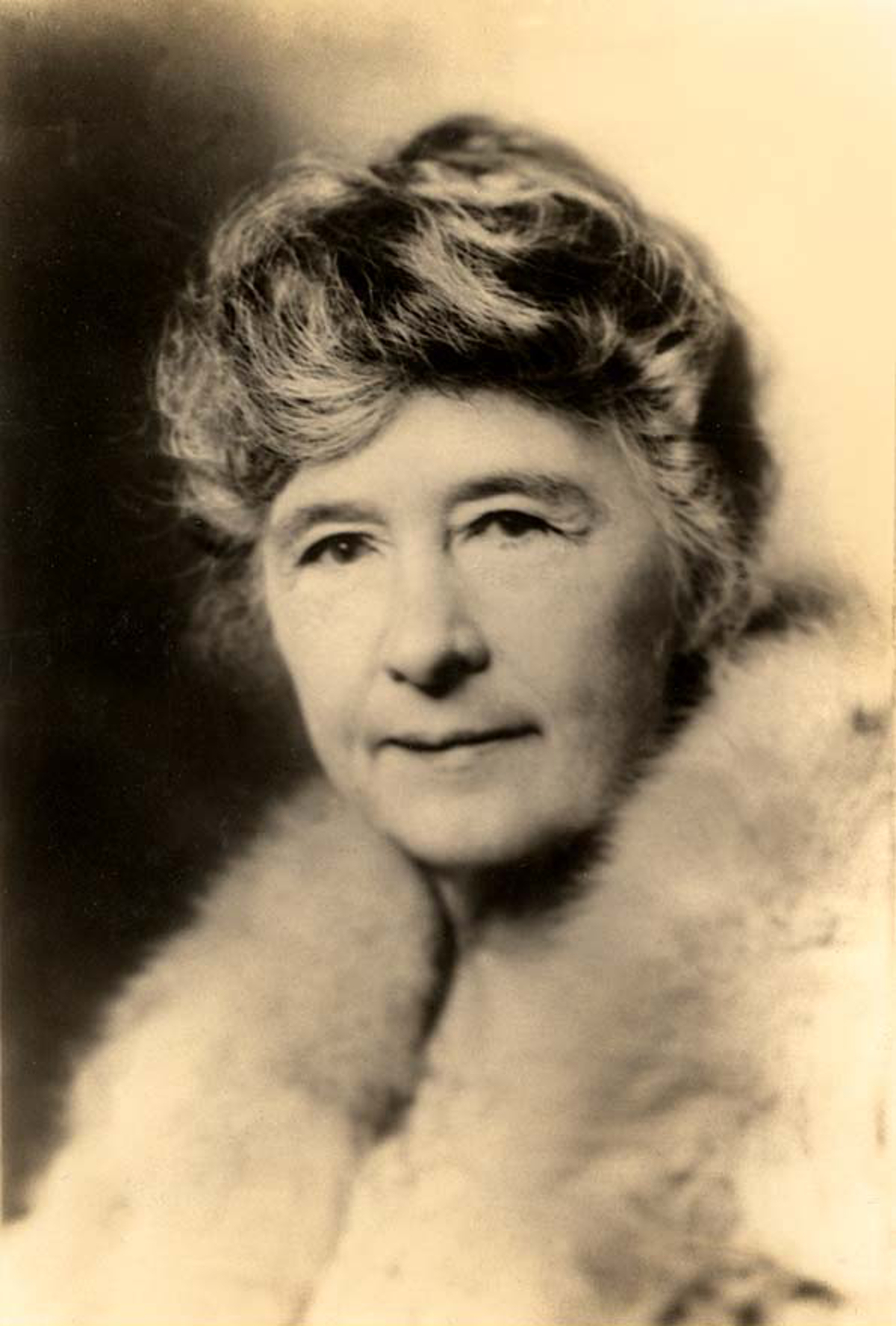
Adina De Zavala

O 50º aniversário da queda do Álamo recebeu pouca atenção. Em um editorial publicado após a data, o jornal San Antonio Express sugeriu a criação de uma nova organização dedicada a preservar eventos históricos importantes. Em 1892, foi fundada a organização Filhas da República do Texas (DRT), com a preservação do Álamo entre seus principais objetivos. Uma de suas primeiras integrantes foi Adina Emilia de Zavala, neta do ex-vice-presidente da República do Texas, Lorenzo de Zavala. Pouco antes do início do século XX, Adina de Zavala convenceu Gustav Schmeltzer, proprietário do convento, a conceder à DRT o direito de preferência na compra do edifício, caso decidisse vendê-lo. Em 1903, quando Schmeltzer tentou vender o prédio a um incorporador, ofereceu-o primeiro à DRT por 75.000 dólares, quantia que a organização não possuía. Durante seus esforços para arrecadar fundos, De Zavala conheceu Clara Driscoll, uma herdeira com grande interesse na história do Texas, especialmente no Álamo.
Pouco depois, Driscoll ingressou na DRT e foi nomeada presidente do comitê de arrecadação de fundos da seção de San Antonio. A DRT negociou uma opção de compra de 30 dias para a propriedade, comprometendo-se a pagar 500 dólares adiantados, com mais 4.500 dólares devidos ao final do prazo, seguidos de 20.000 dólares até 10 de fevereiro de 1904 e o restante em cinco parcelas anuais de 10.000 dólares cada. Driscoll pagou os 500 dólares iniciais com recursos próprios e, quando os esforços de arrecadação não atingiram a meta de 4.500 dólares (conseguindo pouco mais de 1.000 dólares), cobriu a diferença com seu próprio dinheiro.

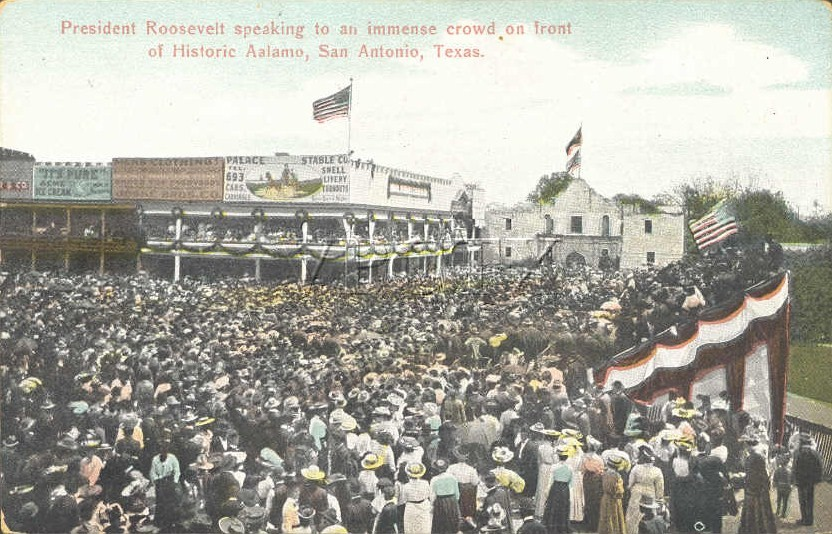
Theodore Roosevelt fazendo um discurso no Álamo, em 7 de abril de 1905. A imagem mostra o edifício que foi adicionado por Hugo e Schmeltzer.

A pedido de Driscoll e De Zavala, o Legislativo do Texas aprovou uma dotação de 5.000 dólares para ajudar no pagamento seguinte. No entanto, o governador S. W. T. Lanham vetou a medida, alegando que "não era um gasto justificável do dinheiro dos contribuintes." Em resposta, os membros da DRT montaram um estande de arrecadação em frente ao Álamo e organizaram eventos para angariar fundos, conseguindo um total de 5.662,23 dólares. Driscoll concordou em cobrir o valor restante, além de assumir o pagamento final de 50.000 dólares. Sua contribuição fez com que vários jornais do Texas a apelidassem de "Salvadora do Álamo."
Com o crescente reconhecimento de sua importância na preservação do local, diversas vozes passaram a solicitar que o estado reembolsasse Driscoll. Em janeiro de 1905, De Zavala redigiu um projeto de lei, patrocinado pelo representante Samuel Ealy Johnson Jr. [en] (pai do futuro presidente dos Estados Unidos, Lyndon B. Johnson), propondo o reembolso a Driscoll e a nomeação da DRT como guardiã oficial do Álamo. O projeto foi aprovado e Driscoll recebeu de volta todo o dinheiro investido.

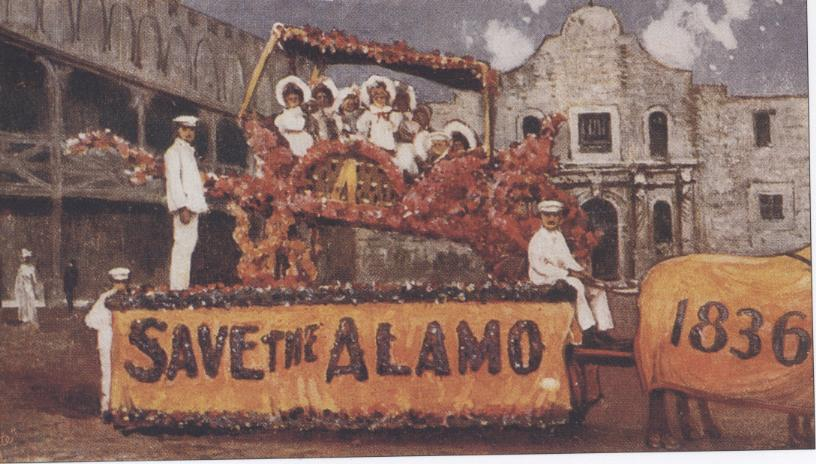
Este cartão postal de 1907 pedia aos cidadãos que salvassem o Álamo

No entanto, divergências surgiram entre Driscoll e De Zavala quanto à melhor forma de preservar o Álamo. De Zavala defendia a restauração dos edifícios para que retomassem a aparência que tinham em 1836, com foco no convento (então chamado de Quartel Longo). Driscoll, por outro lado, queria demolir o quartel e criar um monumento semelhante aos que havia visto na Europa, com uma grande praça aberta ao redor da capela.
Sem chegar a um consenso, Driscoll e um grupo de apoiadoras formaram um capítulo concorrente da DRT, chamado Missão Álamo. Ambas as facções disputavam o direito de supervisionar o Álamo. Incapaz de resolver a disputa, em fevereiro de 1908, o comitê executivo da DRT decidiu alugar o edifício. Irritada com essa decisão, De Zavala alegou que um grupo empresarial planejava comprar a capela e demoli-la. Para impedir qualquer ação, ela se barricou no edifício Hugo & Schmeltzer por três dias.
Em resposta, em 12 de fevereiro de 1908, o governador Thomas Mitchell Campbell ordenou que o superintendente de prédios e terrenos públicos assumisse o controle da propriedade. Eventualmente, um juiz decidiu que a seção liderada por Driscoll ficaria responsável pelo Álamo. Pouco depois, a DRT expulsou De Zavala e seus apoiadores da organização.

### Restauração
Driscoll se ofereceu para doar os recursos necessários para demolir o convento, construir um muro de pedra ao redor do complexo do Álamo e transformar seu interior em um parque. No entanto, a legislatura adiou a decisão até após as eleições de 1910, que resultaram na posse de um novo governador, Oscar Branch Colquitt. Tanto De Zavala quanto Driscoll discursaram sobre o assunto, e Colquitt visitou a propriedade. Três meses depois, o governador removeu a DRT como guardiã oficial do Álamo, argumentando que a organização não havia tomado medidas para restaurar o local desde que assumiu sua administração. Ele também anunciou planos para reconstruir o convento. Pouco tempo depois, a legislatura financiou a demolição do edifício adicionado por Hugo e Schmeltzer e autorizou 5.000 dólares para a restauração do restante do complexo. As obras foram iniciadas, mas não concluídas, pois os recursos se mostraram insuficientes para cobrir os custos.

Insatisfeita com as decisões de Colquitt, Driscoll usou sua influência como grande doadora do Partido Democrata para enfraquecê-lo politicamente. Na época, Colquitt cogitava concorrer ao Senado dos Estados Unidos. Em entrevista ao New York Herald Tribune, Driscoll declarou: 
"As Filhas desejam ter um jardim espanhol no local da antiga missão, mas o governador se recusa a considerar essa ideia. Portanto, vamos enfrentá-lo no palanque [...] Também faremos discursos nos distritos dos senadores estaduais que votaram contra e rejeitaram a emenda", referindo-se à proposta de devolver o controle da missão à DRT.
Posteriormente, enquanto Colquitt estava fora do estado em uma viagem de negócios, o vice-governador William Harding Mayes [en] autorizou a remoção das paredes do andar superior dos longos barracões do convento, deixando apenas as paredes do primeiro andar das partes oeste e sul do edifício. Esse episódio ficou conhecido como a Segunda Batalha do Álamo. Após suas mortes, em 1945 e 1955, respectivamente, Driscoll e De Zavala tiveram seus corpos depositados [en] na Capela do Álamo.

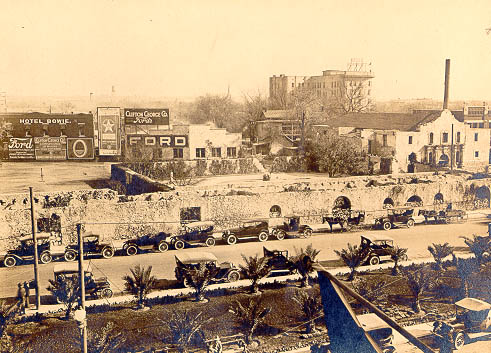
O Álamo e o centro de San Antonio, c. 1920. No centro da área circundante estão os restos do “Long Barracks”, que foi coberto pelo edifício Hugo e Schmeltzer

Em 1931, Driscoll persuadiu a legislatura estadual a adquirir dois terrenos entre a capela e a Rua Crockett. Em 1935, ela convenceu a cidade de San Antonio a desistir da instalação de um quartel de bombeiros em um prédio próximo ao Álamo. Mais tarde, a DRT comprou esse edifício e o transformou na Biblioteca da DRT. Durante a Grande Depressão, recursos da Works Progress Administration e da National Youth Administration [en] foram utilizados para construir um muro ao redor do Álamo, estabelecer um museu e demolir diversas construções não históricas dentro da propriedade.
O Álamo foi designado como Marco Histórico Nacional em 19 de dezembro de 1960 e documentado pelo Historic American Buildings Survey [en] em 1961. Em 1966, foi incluído na primeira lista do Registro Nacional de Lugares Históricos e, em 1977, tornou-se uma propriedade contribuinte para o Distrito Histórico Alamo Plaza. Durante os preparativos de San Antonio para sediar a HemisFair [en] em 1968, os longos barracões foram reformados e convertidos em um museu. Desde então, poucas mudanças estruturais foram feitas no local.
De acordo com o livro Spanish Missions of Texas, de Herbert Malloy Mason, o Álamo é um dos "melhores exemplos de construção eclesiástica espanhola no continente norte-americano". No entanto, assim como outras missões em San Antonio, enfrenta riscos ambientais. O calcário utilizado na construção dos edifícios foi extraído das margens do Rio San Antonio e apresenta um comportamento instável: expande-se com a umidade e contrai-se quando as temperaturas caem, liberando pequenos fragmentos a cada ciclo. Algumas medidas foram adotadas para mitigar esse problema.

### Disputa de propriedade
Em 1988, um cinema próximo ao Álamo lançou um novo filme, Alamo... the Price of Freedom. Com 40 minutos de duração, a produção seria exibida várias vezes ao dia. O filme gerou protestos de ativistas mexicano-americanos, que criticaram seus comentários considerados antimexicanos e reclamaram da falta de reconhecimento das contribuições dos tejanos para a batalha. Em resposta às críticas, o filme foi reeditado, mas a controvérsia continuou a crescer. Com isso, diversos ativistas passaram a pressionar a legislatura para transferir o controle do Álamo para a Liga dos Cidadãos Latino-Americanos Unidos [en] (LULAC). Diante dessa pressão, o representante estadual Orlando Garcia [en], de San Antonio, iniciou audiências legislativas para revisar as finanças da Filhas da República do Texas (DRT), que administrava o Álamo. A DRT concordou em tornar seus registros financeiros mais transparentes, e as audiências foram canceladas.
Pouco depois, o representante de San Antonio, Jerry Beauchamp, propôs que o Álamo fosse transferido da DRT para o Departamento de

[O Álamo] é uma das estruturas históricas mais importantes do estado.  Ele pertence a todos, ou pelo menos deveria pertencer. ... [Ele] não deve ser administrado por nenhum grupo privado - não importa se são as Filhas da República do Texas, os Elks, os muçulmanos ou o Water Buffalo Club.

Legislador do Texas Ron Wilson, que desejava transferir a supervisão do Álamo para o Departamento de Parques e Vida Selvagem do Texas.
Parques e Vida Selvagem do Texas. A proposta recebeu apoio de vários legisladores pertencentes a grupos minoritários. No entanto, o prefeito de San Antonio, Henry Cisneros [en], defendeu que o controle permanecesse com a DRT, e a legislatura arquivou o projeto.
Anos mais tarde, Carlos Guerra, repórter do San Antonio Express-News, publicou colunas criticando a administração da DRT. Ele alegou que a organização mantinha a temperatura da capela excessivamente baixa, o que teria provocado a condensação de vapor d’água. Misturado aos gases de escapamento dos veículos da região, esse fator teria acelerado a deterioração das paredes de calcário do Álamo. Em 1993, essas alegações levaram a legislatura estadual a considerar novamente a transferência da administração do Álamo para o Texas Parks and Wildlife Department. Paralelamente, o senador estadual Gregory Luna [en] propôs um projeto de lei concorrente para que o local fosse supervisionado pela Comissão Histórica do Texas [en].

No ano seguinte, alguns grupos de defesa do patrimônio histórico em San Antonio começaram a pressionar para que o Álamo fosse transformado em um parque histórico mais amplo. O objetivo era restaurar a capela para sua aparência original do século XVIII e reorientar a narrativa pública do local, dando mais destaque ao período em que funcionou como missão religiosa, em vez de enfatizar exclusivamente a Revolução do Texas. A DRT se opôs veementemente à proposta. Ana Hartman, chefe do Comitê Alamo da organização, argumentou que a disputa tinha um viés de gênero, afirmando:
Há algo de machista nisso. Alguns dos homens que estão nos atacando apenas se ressentem do que tem sido um empreendimento feminino bem-sucedido desde 1905.
A questão foi amplamente resolvida em 1994, quando o então governador George W. Bush prometeu vetar qualquer legislação que removesse a DRT da administração do Álamo. No mesmo ano, a organização instalou um marco nos terrenos do Álamo reconhecendo que o local já havia servido como cemitério indígena.
Em 2010, o escritório do Procurador-Geral do Texas recebeu uma denúncia de que a DRT estava administrando inadequadamente tanto o local quanto os fundos destinados à sua manutenção, dando início a uma investigação. Após dois anos, o relatório oficial concluiu que a DRT havia cometido diversas falhas na gestão do Álamo, incluindo a falta de manutenção adequada, má administração de recursos públicos e violação de deveres fiduciários.
Durante o período da investigação, uma lei estadual aprovada em 2011 e assinada pelo governador Rick Perry determinou a transferência da custódia do Álamo da DRT para o Texas General Land Office (GLO). A mudança foi formalizada em 2015. Embora a DRT inicialmente tenha contestado as conclusões do Procurador-Geral e até mesmo entrado com uma ação judicial para impedir a transferência, a organização acabou aceitando a decisão e se comprometeu a colaborar com o GLO para preservar o Álamo para as futuras gerações.

## Uso moderno

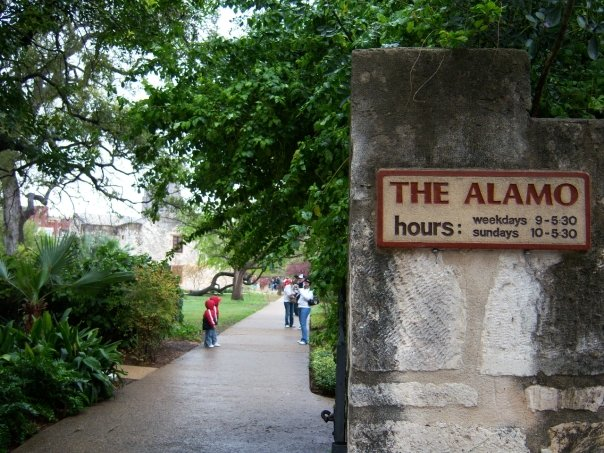
Atualmente, o local da Missão Álamo é um museu

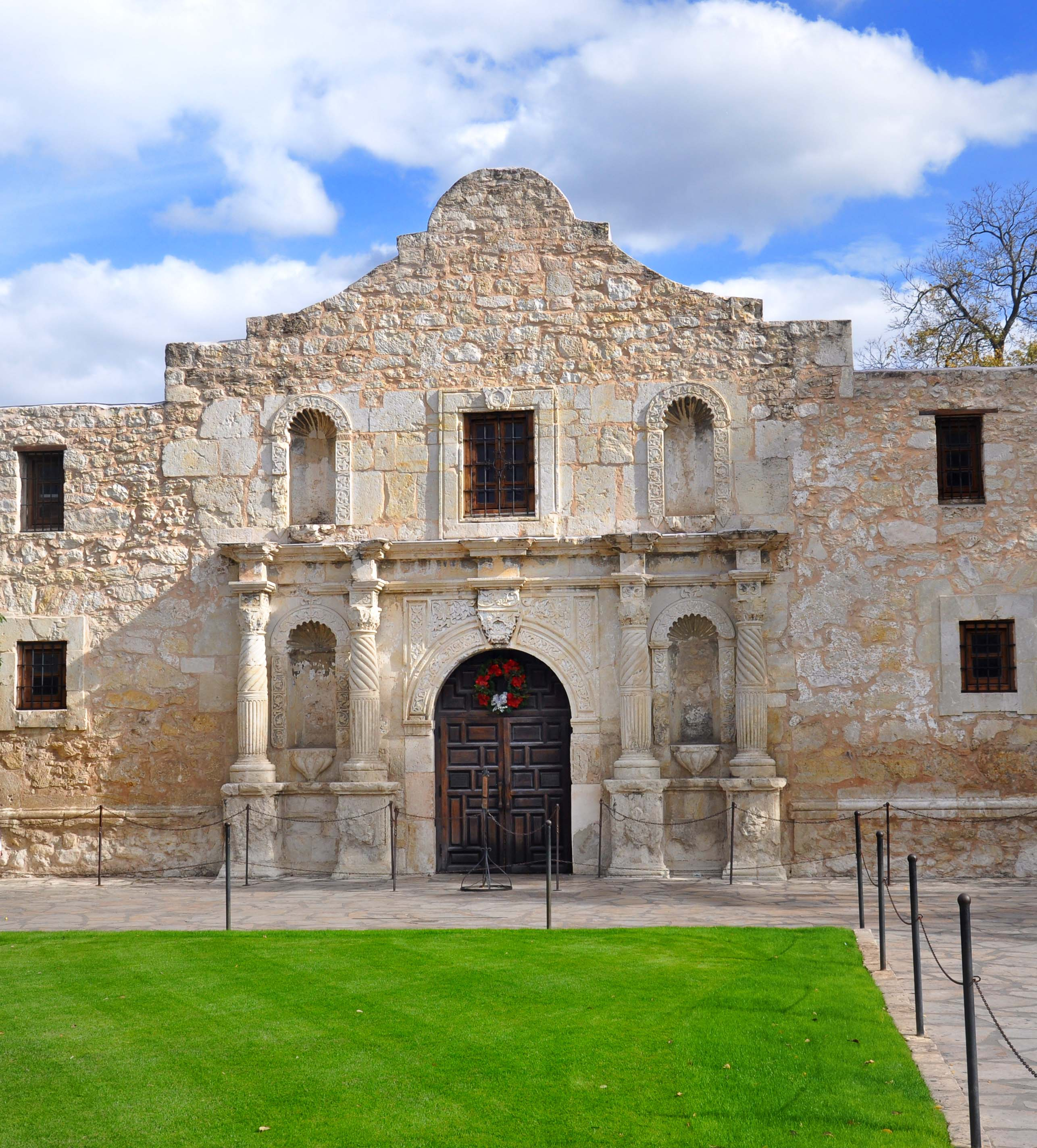
Entrada do Álamo

Em 2002, o Álamo recebia mais de quatro milhões de visitantes por ano, tornando-se um dos locais históricos mais populares dos Estados Unidos. Os visitantes podem explorar a capela e o Quartel Longo, que abriga um pequeno museu com pinturas, armas e outros artefatos da época da Revolução do Texas. Outros objetos históricos estão expostos em outro edifício do complexo, ao lado de um grande diorama que recria a aparência do Álamo em 1836. Além disso, um mural conhecido como Wall of History (Muro da História) ilustra a trajetória do complexo desde seu período como missão até os tempos atuais.
O Álamo opera com um orçamento anual de aproximadamente seis milhões de dólares, sendo a maior parte dos recursos proveniente das vendas na loja de presentes. Em conformidade com a lei de 2011, que transferiu a administração do Álamo para o Texas General Land Office (GLO), o comissário George P. Bush anunciou, em 12 de março de 2015, que seu escritório assumiria as operações diárias do local, anteriormente gerenciadas pelas Filhas da República do Texas.
Nos últimos anos, o plano mestre do GLO para a ampliação do local tem gerado resistência. O projeto prevê a quadruplicação da área do Álamo e a construção de um museu de aproximadamente 9.300 metros quadrados (100.000 pés quadrados). No entanto, algumas preocupações foram levantadas, incluindo a proposta de realocar o Cenotáfio do Álamo [en], o custo estimado do projeto, de 450 milhões de dólares, e possíveis mudanças na forma como a história do local é apresentada.

## Galeria

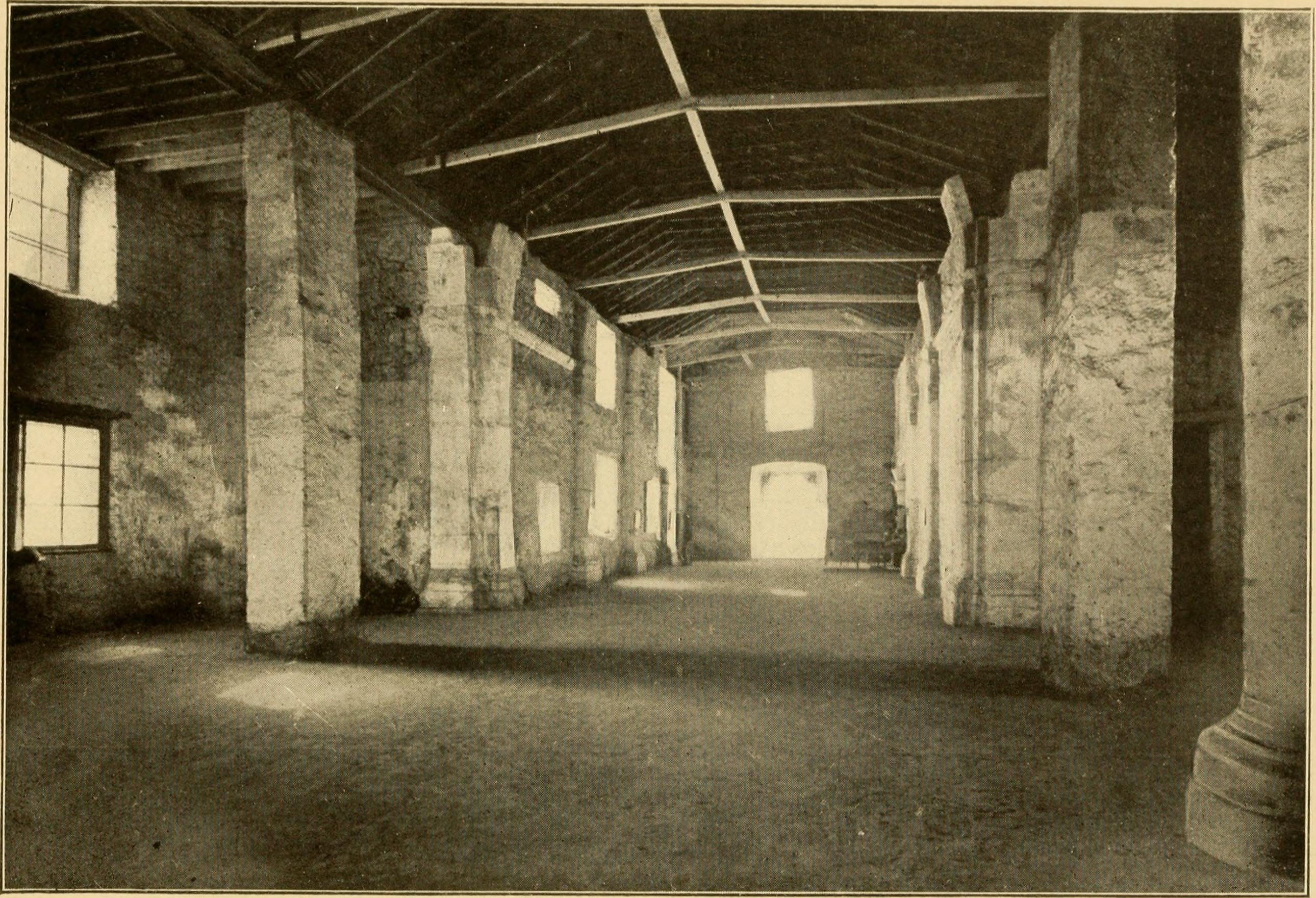
Interior do Álamo, San Antonio, Texas, por volta de 1904, com vista para a entrada da frente.
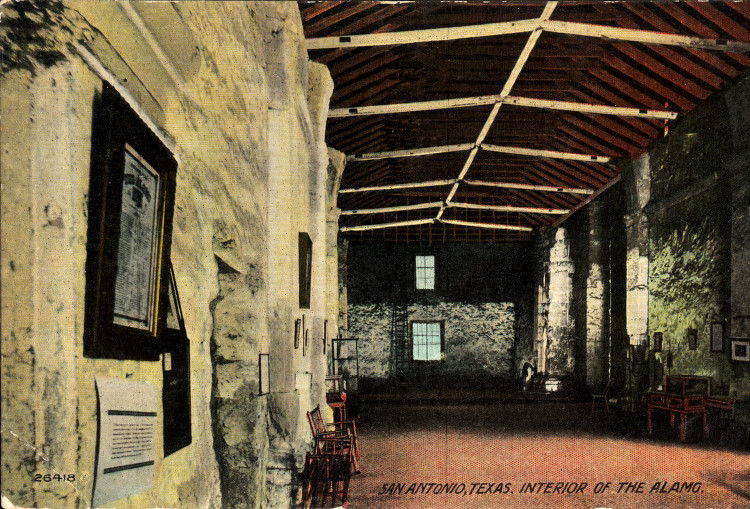
Interior do Álamo, San Antonio, Texas (cartão postal, c. 1907-1914).
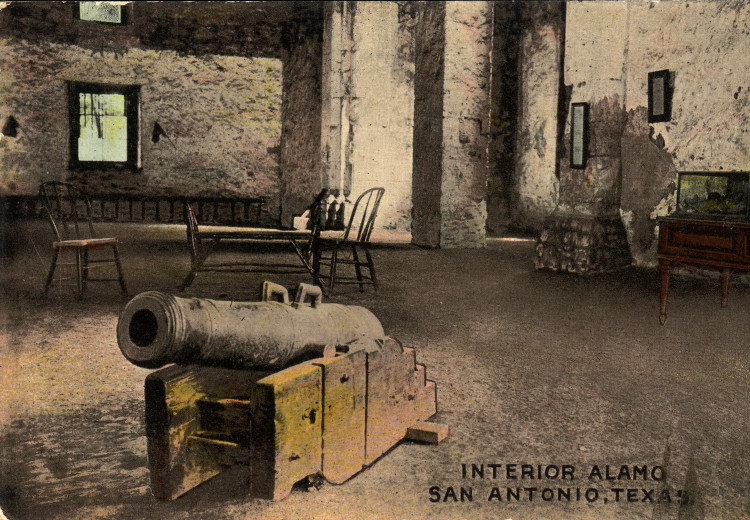
Interior do Álamo, canhão, San Antonio, Texas (cartão postal, c. 1901-1914).
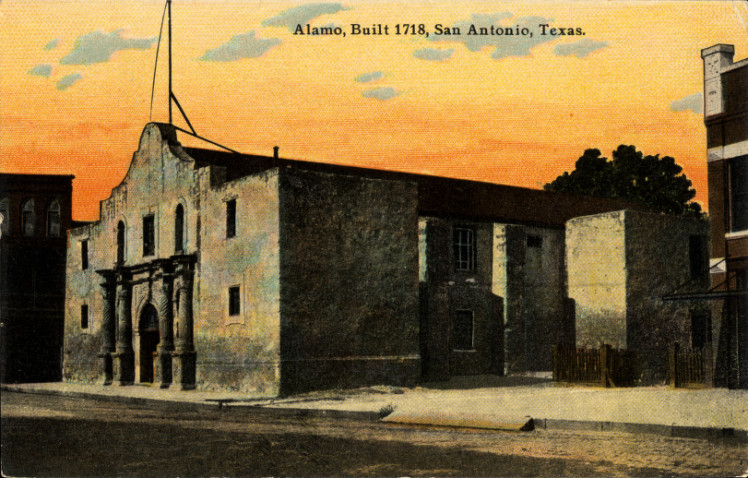
Cartão postal colorido c. 1910.
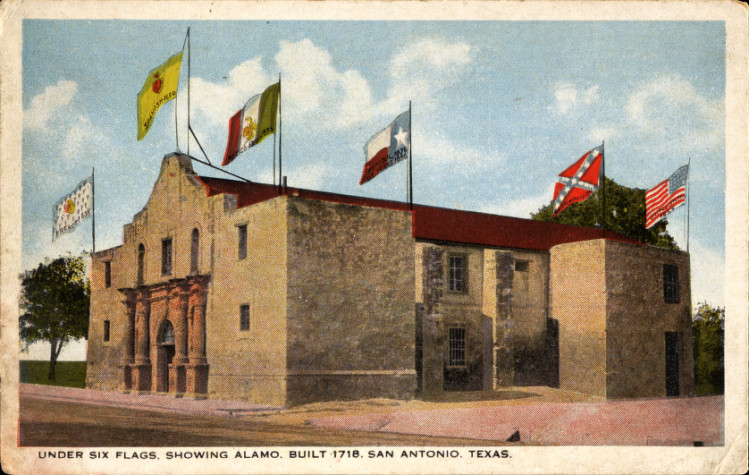
Sob seis bandeiras, Álamo, San Antonio, Texas (cartão postal, por volta de 1915-1924).
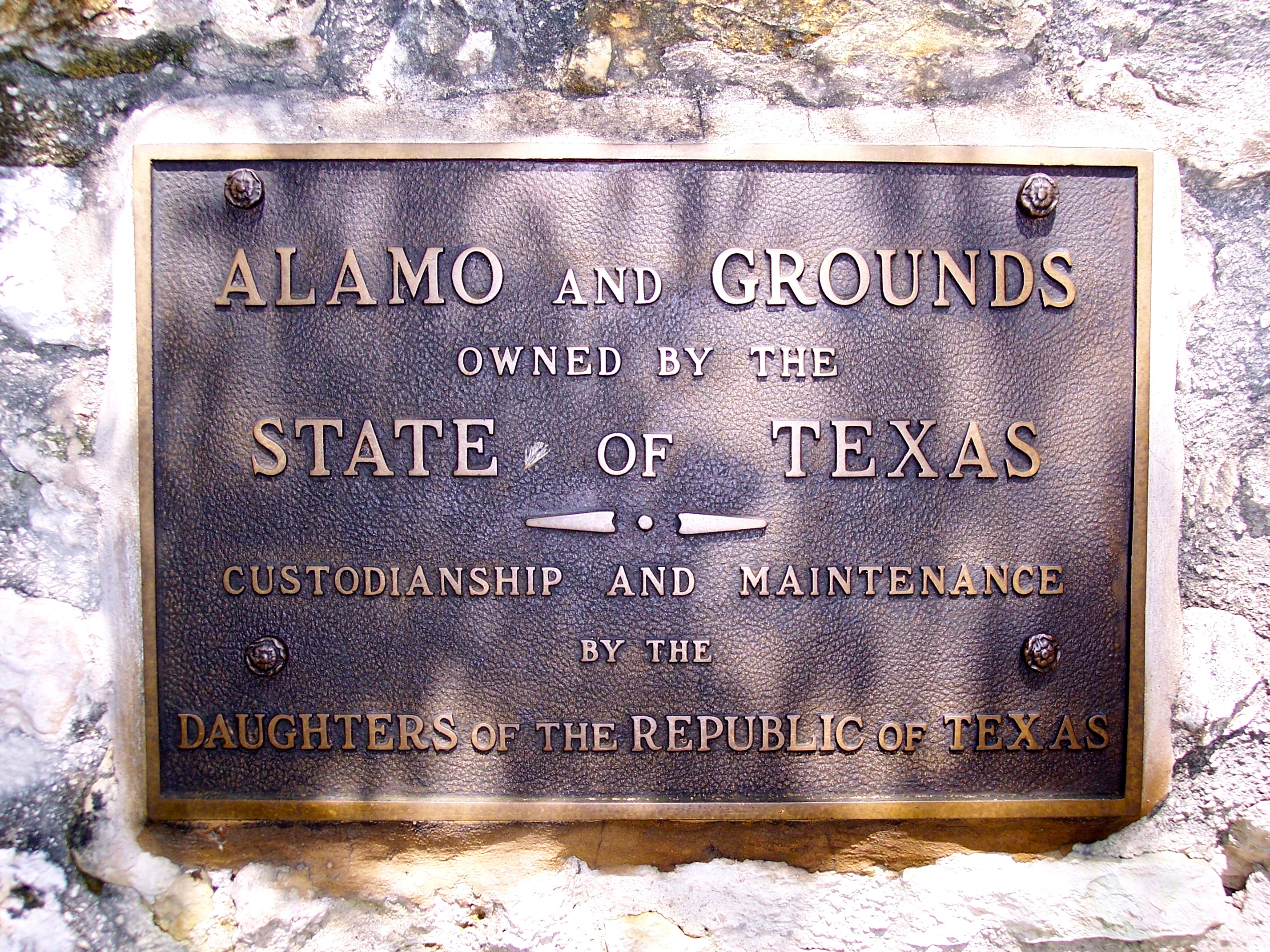
Placa em uma parede no Álamo, reconhecendo a propriedade do estado do Texas e a custódia das Filhas da República do Texas.
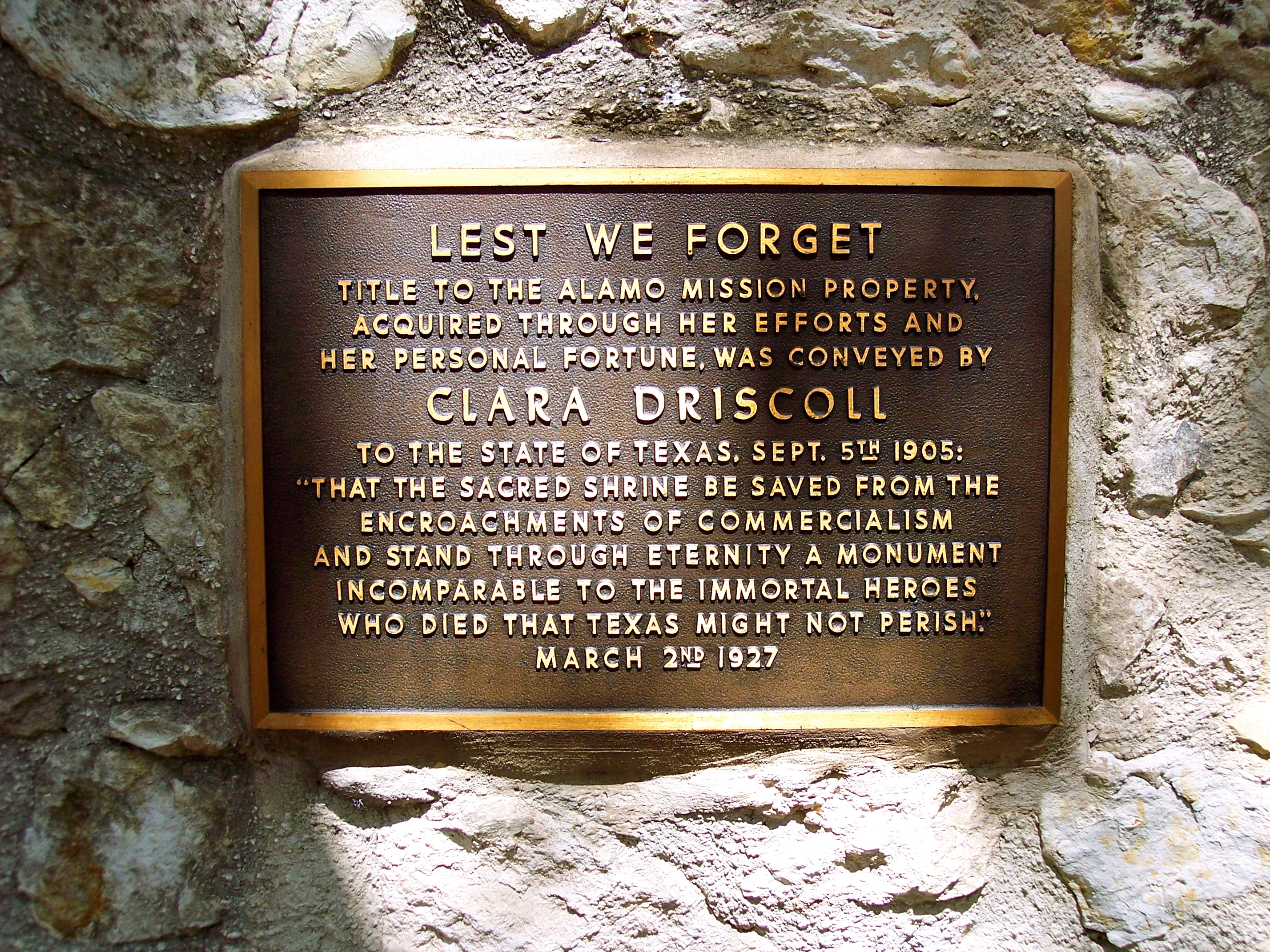
Uma placa colocada em memória da contribuição de Clara Driscoll ao estado do Texas com o Álamo.
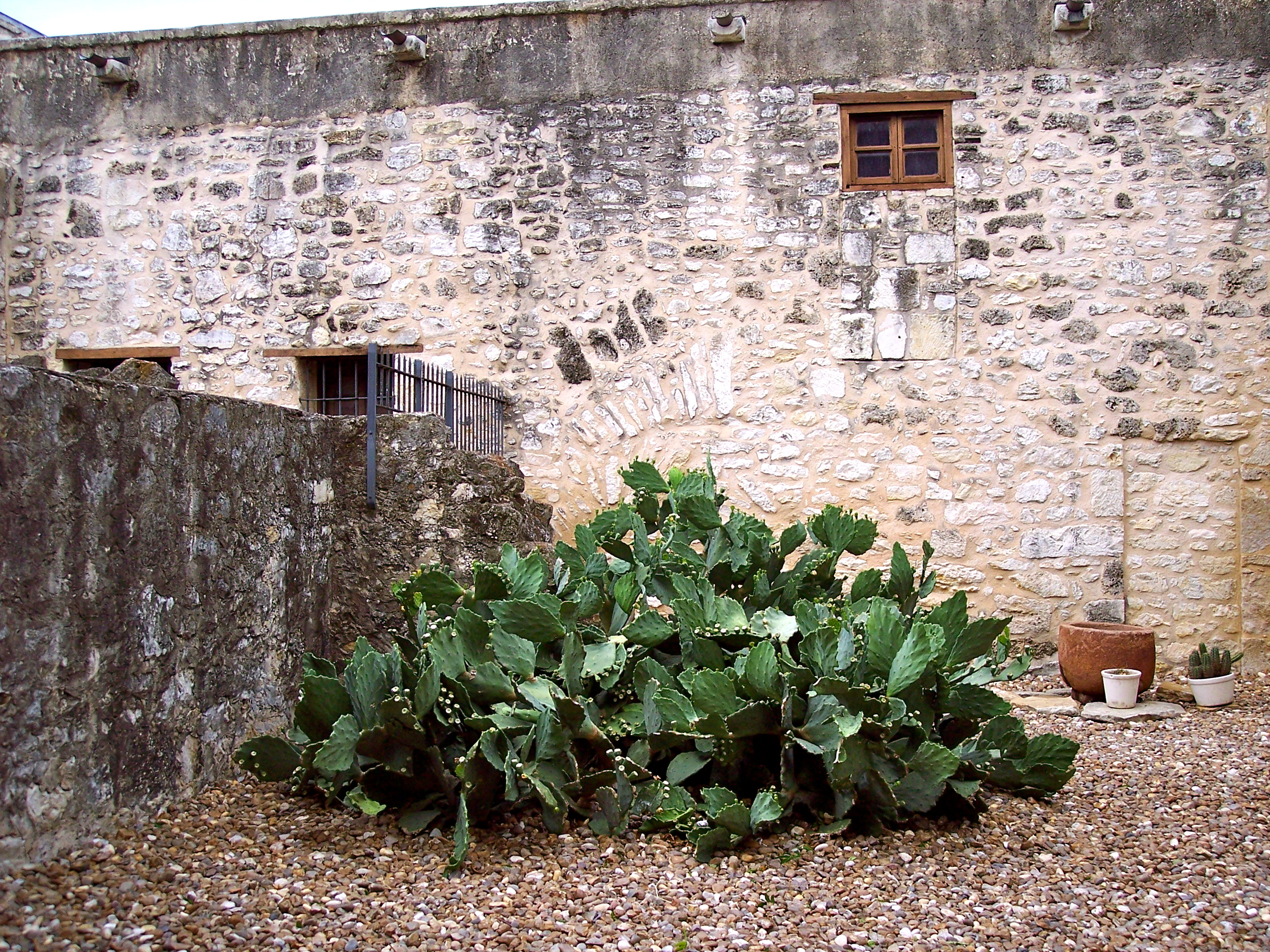
Arbusto de cacto adjacente ao edifício principal do Álamo.
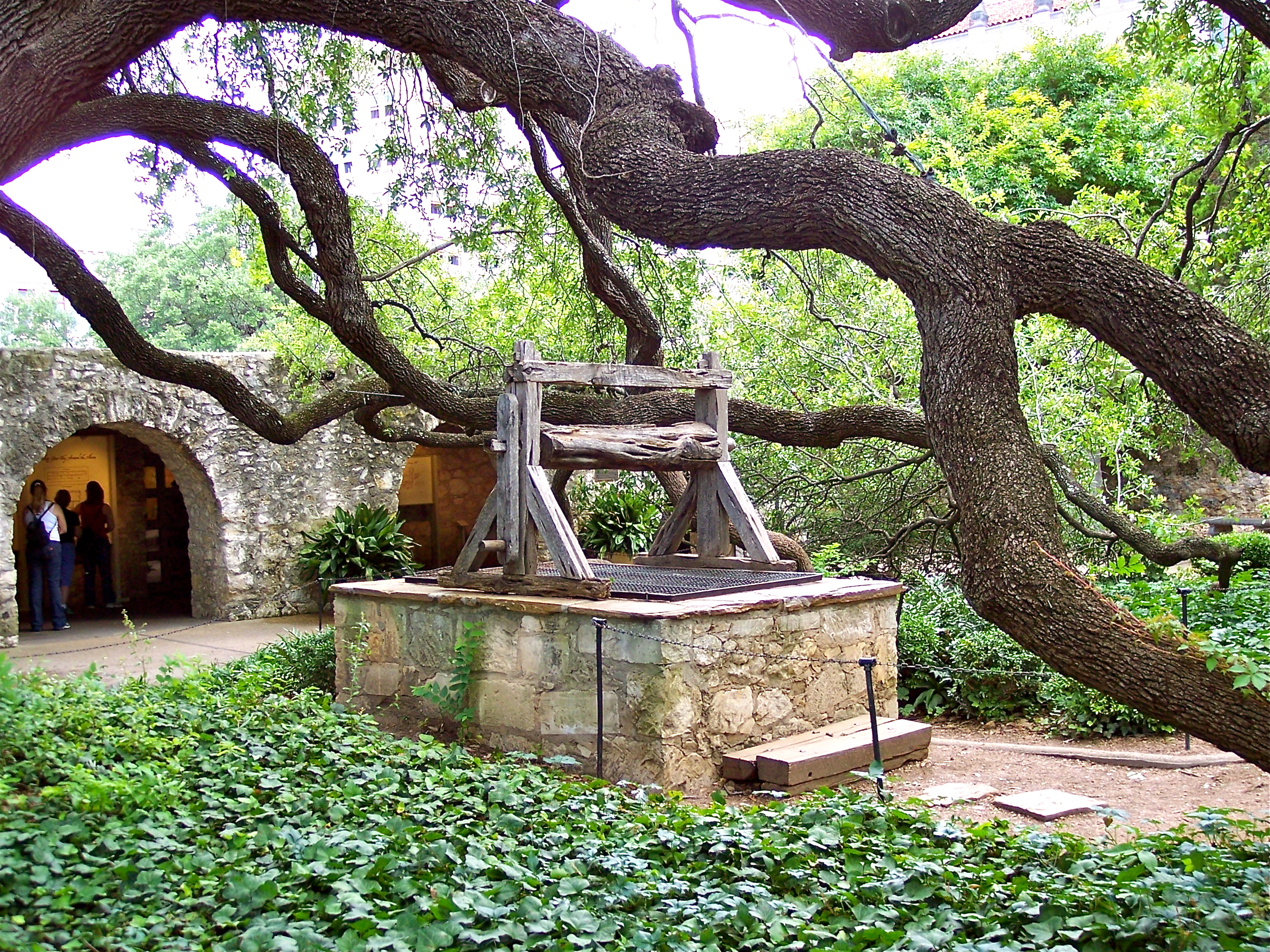
Poço antigo e carvalho no pátio do Álamo.
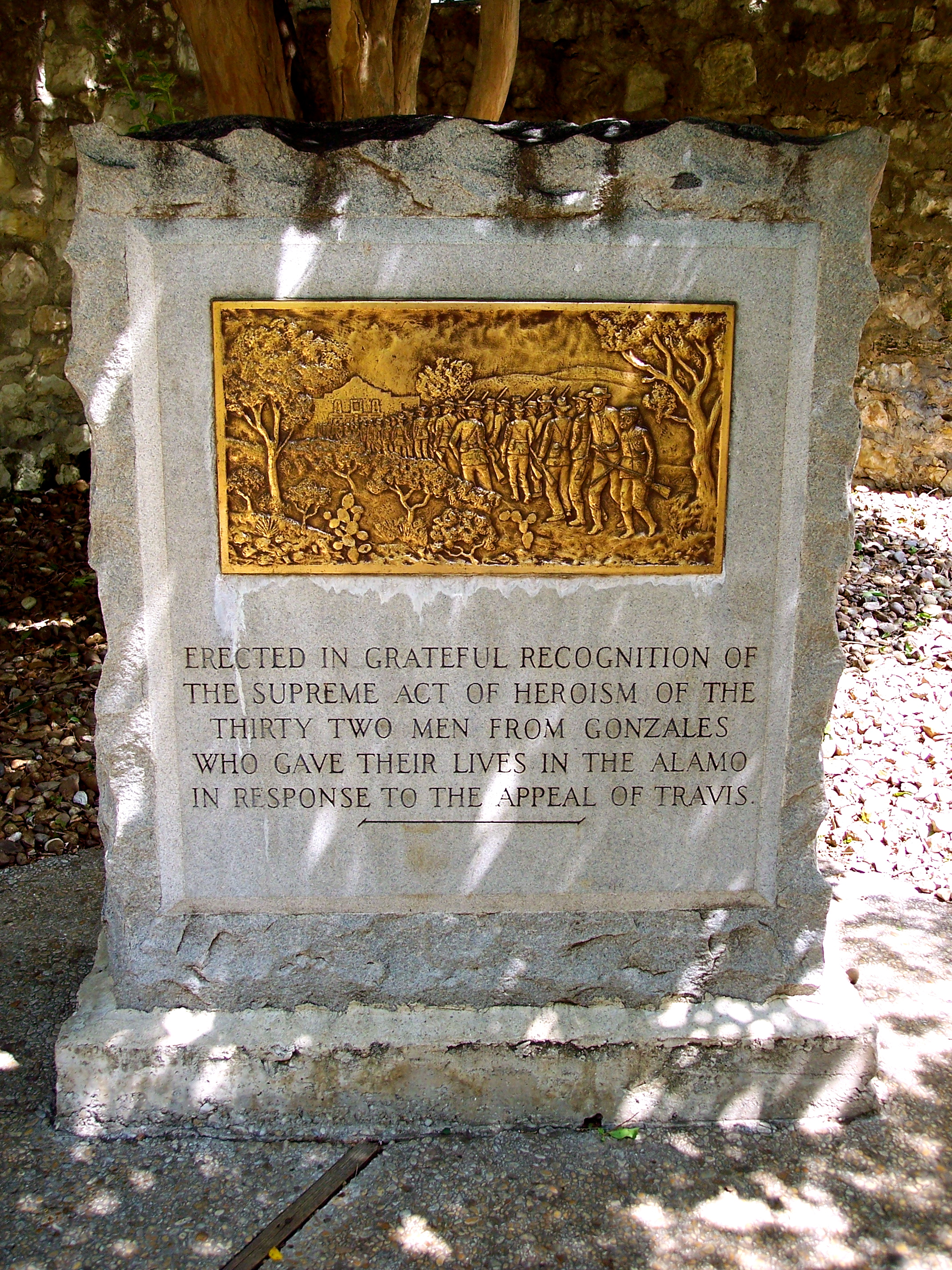
Um memorial de pedra para os 32 homens de Gonzales que morreram na Batalha do Álamo.
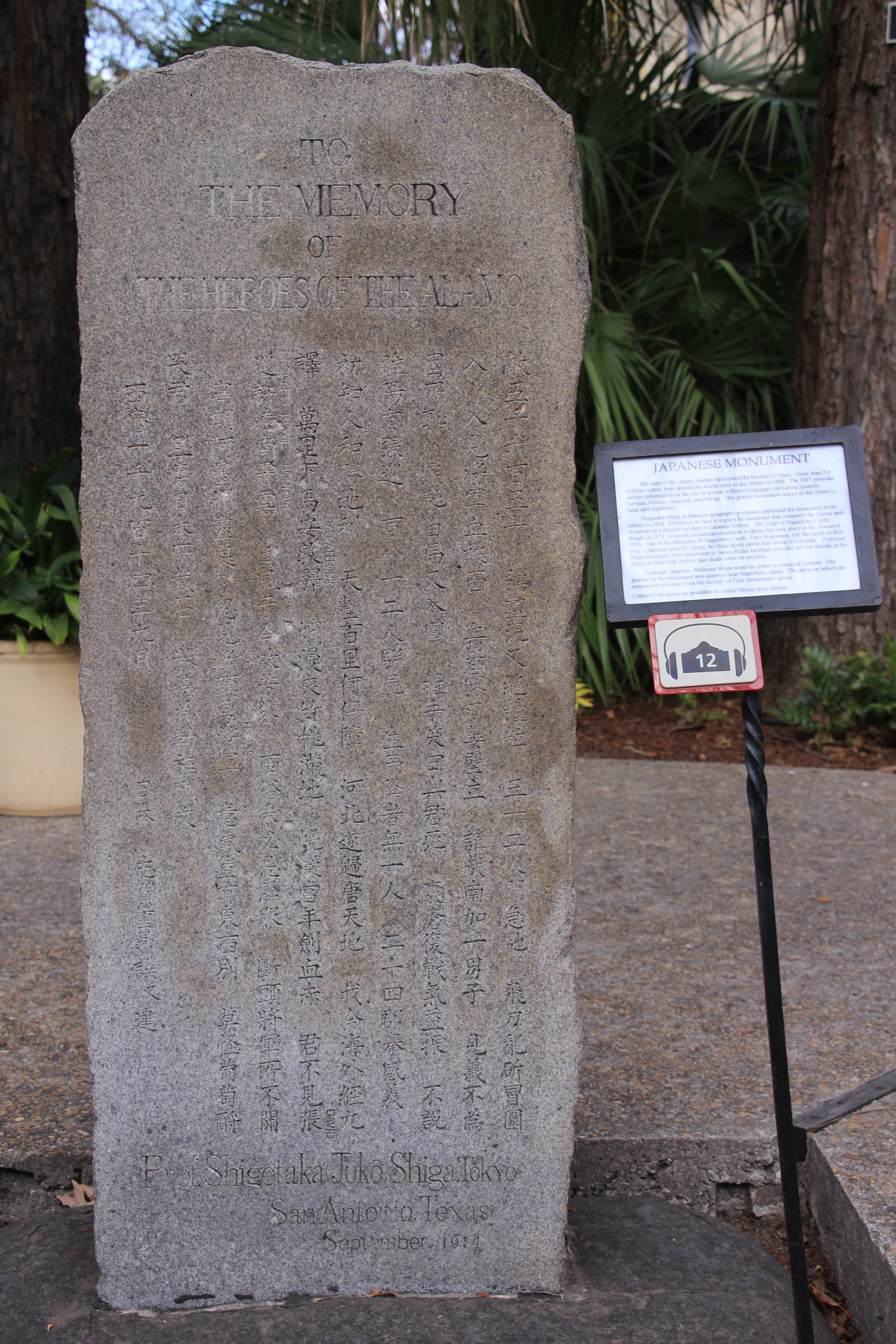
Poema memorial esculpido em granito, escrito por um professor de geografia japonês em 1914, comparando a batalha ao cerco do Castelo de Nagashino em 1575.